# O'Hagan's Scoop
O'Hagan's Scoop (o The Accusing Voice) è un cortometraggio muto del 1916 diretto da Harry Davenport.

## Produzione
Il film fu prodotto dalla Vitagraph Company of America.

## Distribuzione
Distribuito dalla General Film Company, il film - un cortometraggio in tre bobine - uscì nelle sale cinematografiche statunitensi il 13 maggio 1916.